# I Say a Little Prayer

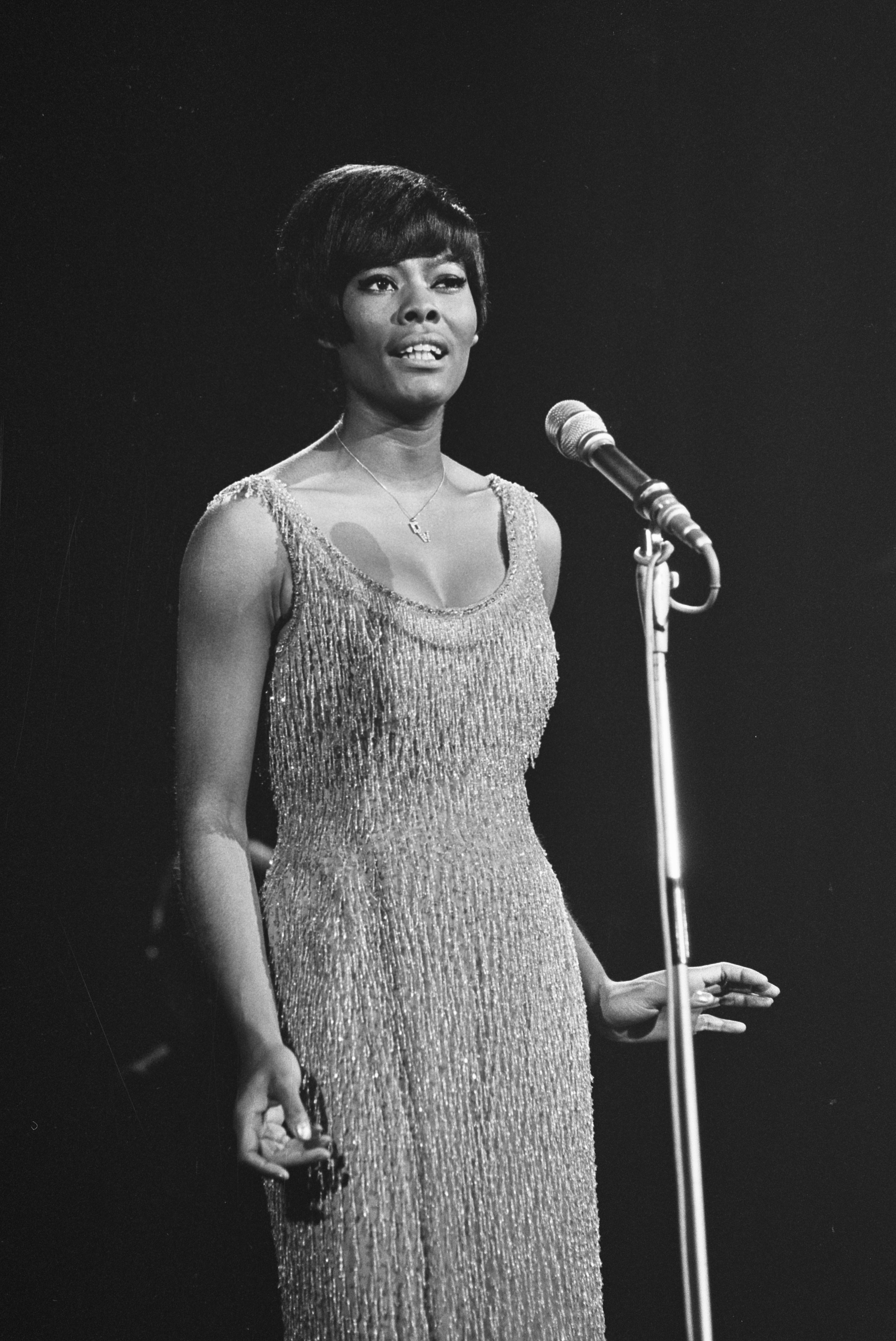
Dionne Warwick, die Sängerin der Original-Version, 1966

I Say a Little Prayer ist ein Lied, das im Jahr 1967 von Burt Bacharach und Hal David geschrieben wurde.

## Geschichte
Das Lied erschien in der Original-Version von Dionne Warwick auf dem Album The Windows of the World. Als Single ausgekoppelt, erreichte das Lied Platz vier der US-Single- und Platz acht der R&B-Charts. Darüber hinaus wurde das Lied mit einer Gold-Auszeichnung geehrt. Zehn Jahre später veröffentlichte Warwick abermals eine Version des Liedes, dieses Mal als Teil eines Duett-Medleys mit Isaac Hayes und der Jimmy-Webb-Komposition By the Time I Get to Phoenix. Diese Version erreichte als Auskopplung aus dem gemeinsamen Live-Album A Man a Woman nur Platz 65 der R&B-Charts. Die Idee zu dem Medley war allerdings nicht neu, denn bereits 1971 hatten Anne Murray und Glen Campbell ihrerseits die beiden Lieder vereint und einen kleinen Erfolg in den Pop-, Country- und Easy-Listening-Charts landen können.
Trotz des großen Erfolges von Warwick sah auch Aretha Franklin kommerzielles Potential in dem Lied und veröffentlichte nur wenige Monate später, 1968, ihrerseits eine Version, die ebenfalls ein großer Erfolg wurde. In den USA zunächst nur als B-Seite von The House That Jack Built ausgekoppelt, erreichte das Lied dennoch Platz 10 der Single-Charts, darüber hinaus Platz 3 der R&B-Hitliste. Auch diese Doppel-A-Seiten-Single erhielt eine Gold-Auszeichnung. Warwick hatte mit ihrer Version keinen Hit in Großbritannien landen können, Franklin hatte mehr Glück und landete dort auf Platz vier. Weder Warwick noch Franklin erreichten die Easy-Listening-Charts, dies blieb im Herbst 1968 der Baja Marimba Band vorbehalten. Sie erreichte mit ihrer Version Platz zehn.
Das Lied wurde in der Folgezeit noch viele Male gecovert, auch in diversen Fremdsprachen. Die deutsche Fassung Ich wünsche mir so viel von dir wurde unter anderem von Marion Maerz, Siw Malmkvist, Bata Illic und Mary Roos interpretiert. Malmkvist nahm das Lied auch auf Schwedisch auf (Sen drömmer jag en stund om dej).
1969 kam das Lied im Film Ein Frosch in Manhattan zum Einsatz. Hier wurde es während einer Party, auf der sich die beiden Hauptdarsteller Catherine Deneuve und Jack Lemmon kennen lernen, von der Sängerin Susan Barrett gesungen.
Interessant wurde es darüber hinaus, wenn sich männliche Interpreten des Liedes annahmen, denn hier wurden oftmals die ersten Zeilen „The Moment I Wake up, Before I Put on My Makeup“ geändert, damit nicht der Eindruck entsteht, dass die Interpreten sich schminken. Ed Ames sang „The Moment I Get Up, Before I Can Shave and Set Up“, Johnny Mathis kombinierte es zu „The Moment I Wake Up, Before I Can Shave and Set Up“ und Al Green änderte es in „Each Morning You Wake Up, Before You Put on Your Makeup“. Die deutsche Country-Gruppe The BossHoss versuchten es 2006 folgendermaßen: „The Moment I Wake Up, Before I Put My Jeans Up“.
I Say a Little Prayer war auch nach den 1960er bzw. 1970er Jahren immer wieder für einen Hit gut: 1988 entstand ein Dance-Remake von Bomb the Bass, das Platz zehn der britischen Charts erreichte. 1997 folgte Diana King mit ihrer Fassung für den Soundtrack zu Die Hochzeit meines besten Freundes. Ihre Version erreichte die Top-40 der US- und UK-Charts.